# Farnern
Farnern là một đô thị ở huyện Wangen ở bang Bern ở Thụy Sĩ. Đô thị này có diện tích 3,68 km², dân số năm 2020 là 227 người.